# Gérard Cenzato
Gérard Cenzato (né le 10 janvier 1951 à Créteil à l'époque dans la Seine et aujourd'hui dans le Val-de-Marne) est un joueur de football français qui évoluait au poste de défenseur et de milieu de terrain, avant de devenir ensuite entraîneur.

## Biographie

### Carrière de joueur
Gérard Cenzato joue dans l'élite du football français avec l'AS Nancy, le Paris Saint-Germain, et le Paris FC.
Il dispute 35 matchs en Ligue 1, sans inscrire de but.